# Karl Danielsson
Karl Gustaf Adolf Danielsson, född 10 oktober 1922 i Linköping, Östergötlands län, död 6 september 2000 i Huddinge församling, Stockholms län, var en svensk metallarbetare och kommunistisk kommunpolitiker. Han var bror till Tage Danielsson. 
Karl Danielsson satt sex år i stadsfullmäktige i Linköpings stad. Han var även fackligt aktiv på företaget där han arbetade, AB Alka aluminiumkapsyler. Han flyttade senare till Huddinge.
Under sitt första fullmäktigesammanträde, på nyåret 1948, lade han fram en motion för att stödja den "musikaliska fritidsundervisningen". Detta ledde fram till bildandet av Linköping stads kommunala musikskola som startade 14 februari 1949.
Karl Danielsson är begravd på S:t Botvids begravningsplats.